# Luis Castro "el Soldado"
Luis Castro Sandoval (Ciudad de México, 25 de agosto de 1912-ibidem, 13 de noviembre de 1990) fue un torero mexicano, más conocido como Luis Castro “El Soldado”. Amigo personal del ícono de la Televisión Mexicana, Jacobo Zabludovsky.

## Novillero y primera alternativa
Nació en el barrio de Mixcoac, durante su infancia solía jugar en la puerta de un cuartel militar cercano a su casa, es por ese motivo que fue apodado “el Soldado”.   Se presentó como novillero en la plaza de Mixcoac en marzo de 1931, alternó con Francisco Aparicio. El 3 de abril de 1932 compartió el cartel con Arturo Álvarez “el Vizcaíno” y Leopoldo Ramos el Ahijado del Matadero en el Toreo de la colonia Condesa. Después de haberse presentado en veintidós novilladas, tomó la alternativa el 5 de marzo de 1933 con el toro Fundador, su padrino fue Joaquín Rodríguez “Cagancho” y el testigo David Liceaga.  
Renunció a su alternativa y se volvió a presentar como novillero en Madrid el 20 de julio de 1933. La competencia con Lorenzo Garza, el ave de las tempestades, se hizo patente cuando ambos alternaron con Cecilio Barral, quien sufrió una cornada, la corrida se convirtió en un mano a mano. Castro le cortó orejas y rabo a su primer toro y se tiró a matar engañando al astado con un pañuelo; para no quedarse atrás, Garza se vio obligado a ejecutar el engaño con la mano durante la suerte de matar. Durante la temporada de 1934 participó en cuarenta y tres novilladas.

## Segunda alternativa
El 24 de marzo de 1935 volvió a tomar la alternativa en Castellón de la Plana con el toro Buenas Tardes, en esta ocasión su padrino fue Rafael Gómez “el Gallo” y el testigo Lorenzo Garza. Confirmó en Madrid el 2 de mayo de 1935 con el mismo padrino y como testigo Marcial Lalanda.  
El 11 de marzo de 1942 tuvo una mala tarde en un mano a mano con Fermín Espinosa “Armillita Chico”, protagonizó un escándalo cuando le clavó la espada al toro Corbejón desde el burladero, el público protestó de una manera sin precedentes arrojando almohadillas al ruedo. El domingo siguiente volvió a presentarse en el Toreo de la Condesa, para reconciliarse con el público y dio inicio a su faena con unos ayudados por alto parado a pie juntillas en una de las almohadillas que el público había lanzado en su presentación anterior.
Durante su trayectoria sufrió tres graves cornadas, la primera por el toro Joyero, la segunda por Buena Suerte, el cual le dejó los intestinos por fuera, y la tercera, el 22 de noviembre de 1942, por el toro Calao, el cual le causó un grave daño en la femoral. La hemorragia le produjo un estado de shock, le salvaron la vida los doctores José Rojo de la Vega y Javier Ibarra. El 5 de marzo de 1944 alternó con Armillita y Luis Procuna, esa tarde logró una gran faena al toro Porrista, al cual le hizo siete lances de verónica. Ese mismo año volvió a presentarse en España.

## Corridas inaugurales en la Plaza México y en el Toreo de Cuatro Caminos
El 5 de febrero de 1946 participó en el cartel inaugural de la Plaza México alternando con Manolete y Luis Procuna, realizó la primera lidia a Jardinero, un cárdeno obscuro caribello de la ganadería de San Mateo, marcado con el número 33. El 23 de noviembre de 1947 participó en el cartel inaugural del Toreo de Cuatro Caminos alternando con Lorenzo Garza y Jorge Medina. Toreó por última vez en un mano a mano con Luis Procuna, el 12 de agosto de 1962, en Túxpam, Veracruz. 
Destacó por sus lances de capa —verónicas y chicuelinas— y como banderillero. Se recuerdan las faenas que ejecutó a Rayito y Famoso de la ganadería San Mateo y a Porrista de la ganadería de Torrecilla. Llegó a ser conocido como “el torero más caro del mundo”, solía asistir al Frontón México. Murió el 13 de noviembre de 1990.

## Apadrinamientos
Fue padrino de Manuel Capetillo en su confirmación de alternativa el 23 de enero de 1949 en la Plaza México, siendo testigo Antonio Velázquez.

## Fallecimiento
Luis Castro, El Soldado falleció en México DF el 13 de noviembre de 1990, por complicaciones de una hemorragia digestiva. Su amigo Jacobo Zabludovsky daría la noticia a través del noticiero 24 horas en cadena nacional por el canal 2 de Televisa. Esta enterrado en el Panteón Jardín de la capital mexicana.